# Mary Moraa
Mary Moraa, född 15 juni 2000, är en kenyansk friidrottare som tävlar i medeldistanslöpning.

## Karriär
Vid världsmästerskapen i friidrott år 2023 i Budapest vann Moraa guld på 800 meter. Vid världsmästerskapen i friidrott år 2022 tog hon brons på samma distans.